# Église Saint-François-d'Assise de Palerme
Église Saint-François-d'Assise est un édifice religieux de style gothique situe à Palerme en Italie.

### Extérieur

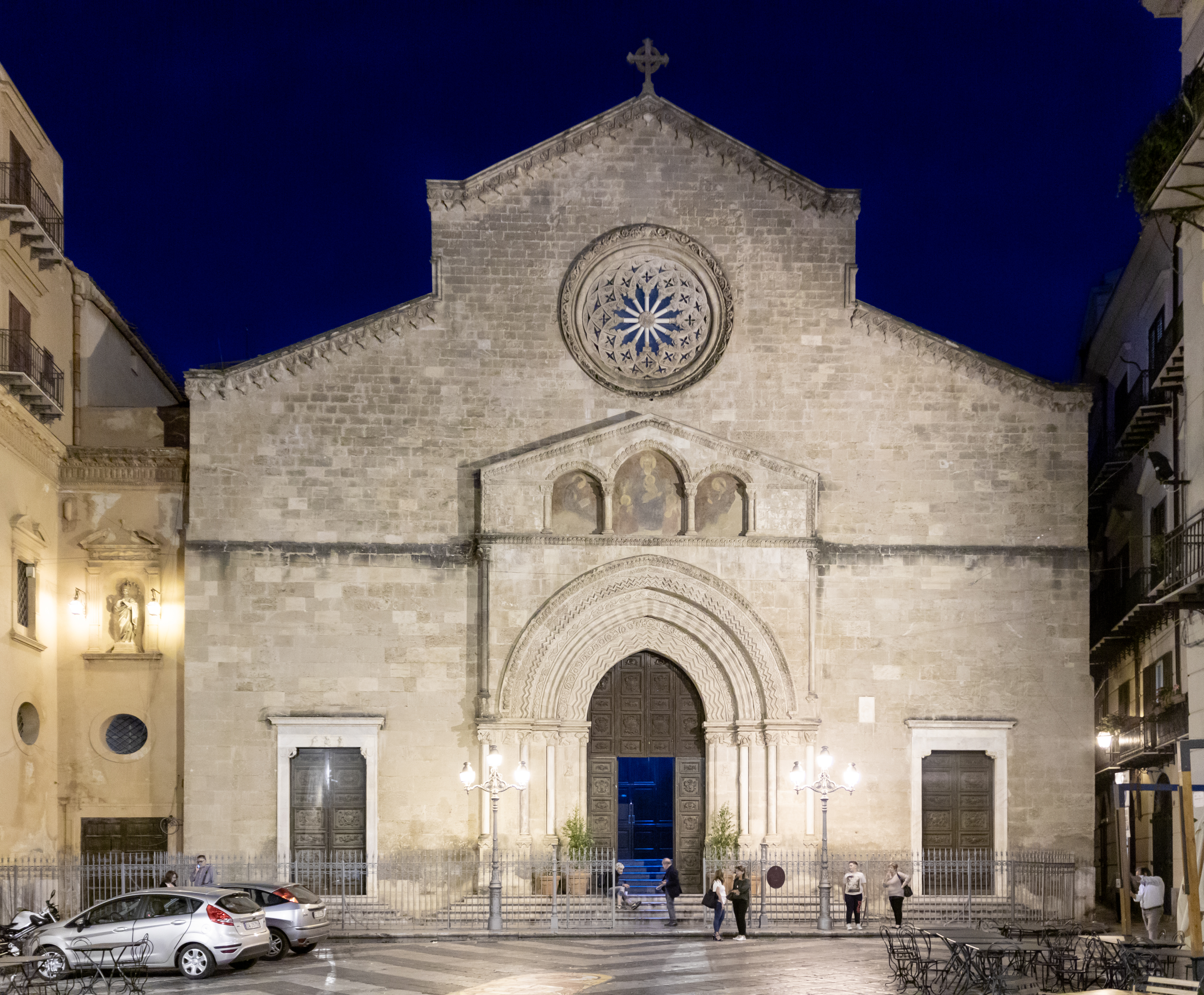
La façade.

### Intérieur

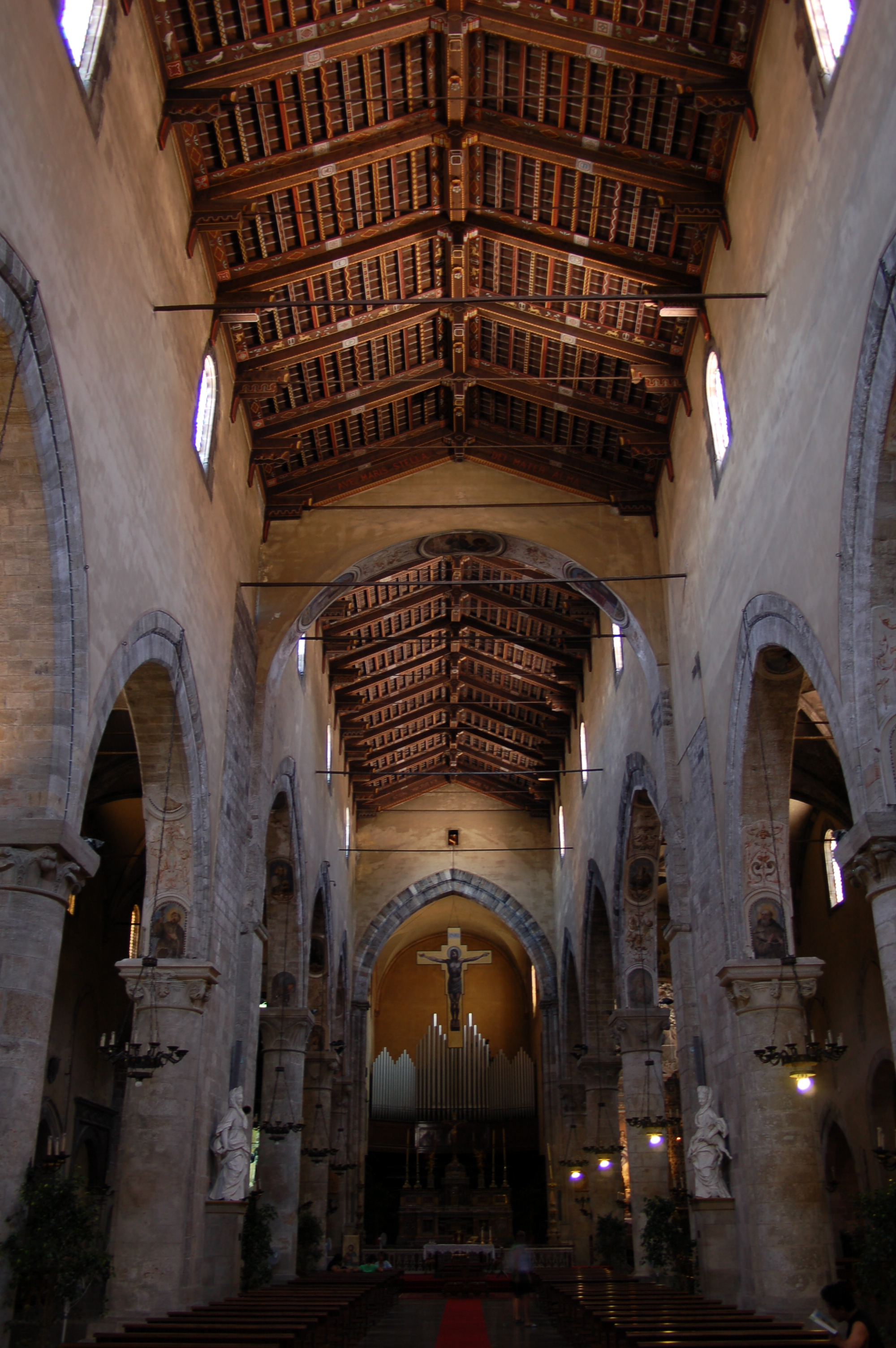
L'intérieur.

## Histoire
Construite une première fois en 1235, l’église Saint-François d’Assise fut détruite en 1239 par Frédéric II  en représailles à son excommunication par le pape.
Une nouvelle église est édifiée entre 1255 et 1277, la façade de style roman tardif est achevée au début du XIVe siècle. 
Les chapelles de style renaissance sont construites au XVe siècle. Le portail gothique date du XVIe siècle.
Aux XVIIe et XVIIIe siècles, l'église est enrichie de stucs et de fresques, avec la chapelle baroque de l’Immaculée Conception et ses marbres polychromes et huit statues de saints.
La rosace est remplacée lors d’une restauration au XIXe siècle. Après des bombardements de la Seconde Guerre mondiale, l'édifice a été reconstruit.

## Œuvres
- Chapelle Mastrantonio, construite par Francesco Laurana, début de l’art de la Renaissance à Palerme.
- Monument funéraire à Nicolo Antonio de Domenico Gagini.
- Figures allégoriques féminines de Giacomo Serpotta.